# Třída Clorinde
Třída Clorinde byla třída ponorek francouzského námořnictva. Celkem byly postaveny dvě jednotky této třídy. Francouzské námořnictvo je provozovalo v letech 1916–1926. První světovou válku obě přečkaly a roku 1926 byly vyřazeny.

## Stavba
Celkem byly postaveny dvě jednotky této třídy. M. Hutter je navrhl na základě starší třídy Brumaire. Obě ponorky postavila loděnice Arsenal de Rochefort. Stavba byla zahájena roku 1910. Do služby byly přijaty v letech 1916–1917.
Jednotky třídy Clorinde:
| Jméno           | Loděnice | Založení kýlu  | Spuštěn    | Vstup do služby | Osud |
| --------------- | -------- | -------------- | ---------- | --------------- | ---- |
| Clorinde (Q090) | 1910     | 2. října 1913  | říjen 1916 | Vyřazena 1926.  |      |
| Cornélie (Q091) | 1910     | 29. října 1913 | září 1917  | Vyřazena 1926.  |      |

## Konstrukce
Ponorky nesly osm 450mm torpédometů se zásobou osmi torpéd. Pohonný systém tvořily dva diesely MAN/Loire o výkonu 800 hp pro plavbu na hladině a dva elektromotory o výkonu 700 hp pro plavbu pod hladinou. Lodní šrouby byly dva. Nejvyšší rychlost dosahovala třináct uzlů na hladině a devět uzlů pod hladinou. Dosah byl 1300 námořních mil při rychlosti deseti uzlů na hladině a sto námořních mil při rychlosti pět uzlů pod hladinou.

### Modifikace
Roku 1917 výzbroj obou ponorek posílil jeden 75mm kanón.